# Alvará

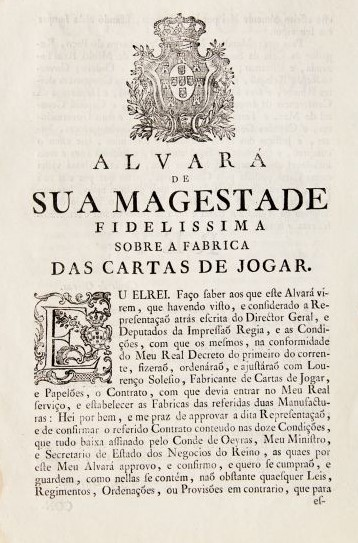
Alvará emitido pelo Reino de Portugal em 1769.

O alvará (do árabe al-barã, "carta", "cédula") é um documento ou declaração governamental que autoriza alguém a praticar determinado ato, ou se concedem certos privilégios a particulares para exploração de determinados serviços; licença: por exemplo, o funcionamento de uma empresa ou a realização de um evento.
Antes de começar a vender em feiras ou fazer venda ambulante, é obrigatório submeter uma Mera Comunicação Prévia (MCP) à Direção-Geral das Atividades Económicas (DGAE), deve-se entregar um formulário a declarar que se cumprem todas as condições para exercer a atividade. A obrigação consiste na entrega do formulário do "Regime jurídico de acesso e exercício de atividades de comércio, serviços e restauração", no cumprimento do Decreto-Lei n.º 10/2015 - Regime Jurídico de acesso e exercício de atividades de comércio, serviços e restauração - Artigo 3.º.